# Меквена
Меквена (груз. მექვენა) — село в Грузії.
За даними перепису населення 2014 року в селі проживає 134 особи.